# Die Teufelskirche
Die Teufelskirche ist eine deutsche Literaturverfilmung von Hans Mierendorff aus dem Jahre 1919.

## Handlung
„Inhalt des Bildstreifens ist folgender:
Ein begüterter Bauer lebt mit seiner jungen und schönen Frau in glücklicher Ehe, die nur dadurch getrübt ist, dass der Ehe bisher Kinder fehlen. Der Bauer macht sich darüber Gedanken, liegt in einem Heuhaufen und hat folgenden Traum:
Durch das Dorf schleicht der Teufel und will die kleine Dorfkirche für sich gewinnen. Die kleine Dorfkirche brennt ab, die Gemeinde berät, an welche Stelle die neue Kirche zu setzen sei.
Der Teufel legt einen schweren Stein vor die Gemeindemitglieder, es wird beschlossen, diesen Stein durch das Dorf zu tragen und die neue Kirche dort aufzubauen, wo der Träger des Steins diesen hinlegen muss, weil er ihm zu schwer geworden ist. Das geschieht auch, der Stein wird vor der Schwelle des Hauses, das dem träumenden Bauern gehört, niedergelegt und der Bauer wird aufgefordert, sein Gehöft der Gemeinde zu verkaufen, damit dort die Kirche errichtet werden soll. 
Hierüber gerät der Bauer in schwere Gewissensnot, denn er hat seinem Vater auf dem Totenbett versprochen, sein Gehöft nicht zu verkaufen. De Teufel hat sich inzwischen der schönen Bauersfrau genähert, die sich darüber grämt, dass ihrer Ehe der Kindersegen fehlt. Die sinnliche Frau wirft sich in die Arme des Teufels, mit dem sie im Walde verschwindet. Während des Ehebruchs, den sie begeht, brennt das Gehöft des Bauern ab. Der Bauer sieht das als eine Mahnung Gottes an und verspricht dem Pfarrer des Dorfes, sein Gehöft der Gemeinde zu schenken. Er habe seinem Vater nur versprochen, das Gehöft nicht zu verkaufen, dem stünde aber nicht im Wege, das Gehöft zu verschenken. Die Bauernfrau erscheint und will diesen Schenkungsvertrag lösen. 
Der Pfarrer hat beobachtet, dass die Bauernfrau wegen ihrer Schönheit von anderen Männern verfolgt wird und warnt sie. Die Bauernfrau heuchelt Demut; der Pfarrer ist von ihrer Schönheit so ergriffen, dass er sie küsst. Er Teufel schliesst mit dem Pfarrer folgenden Vertrag: Er, der Teufel will die Kirche bauen, die Kirche soll ihm gehören, sobald der Pfarrer am Altar das göttliche Gebot verleugnet. Der Pfarrer geht auf den Vertrag ein. Ueber Nacht steht eine herrliche neue Kirche da, der Pfarrer, in der vorgestreckten Hand das Kruzifix, zieht mit seiner Gemeinde aus, um den Teufel aus der Kirche zu bannen. 
Der Teufel steht vor dem Altar und will nicht weichen. Die schöne Bauernfrau erscheint vor dem Pfarrer in verlockender Gestalt, und der Pfarrer muss bekennen, dass er zu dieser Frau in sündiger Liebe verstrickt ist. Die Gemeinde will sich an ihrem Pfarrer vergreifen, der Pfarrer, besessen von seiner Leidenschaft, beruft sich darauf, dass menschliche Leidenschaft von Gott gewollt sei und deshalb keine Sünde sein könne. Die Gemeinde ist bereit, ihrem Pfarrer zu glauben. 
Inzwischen kommt vom Meere her als Bettler gekleidet der Herrgott geschritten und wünscht Einlass in die Kirche. Er sei der Herrgott, er wolle in der Kirche wohnen. Ein Bettler weist ihn ab, er glaubt, es sein ein Bettler oder Geistesgestörter. Der Herrgott geht seines Weges, der Teufel triumphiert: die ganze Gemeinde gehöre jetzt ihm, der Pfarrer habe seinen Gott verleugnet. Der da draußen vor der Tür gestanden habe, sei Gott gewesen. Die ganze Gemeinde sei jetzt sein.
Der Bauer erwacht jetzt aus seinem quälenden Traum und erkennt verschlafen, dass alles nur ein Traum gewesen sei: die alte Kirche ist unversehrt, seine schöne Frau ihm treu wie immer, der verehrte Pfarrer des Dorfes erscheint und wünscht dem Ehepaar ein gesegnetes Jahr.“

## Hintergrund
Produktionsfirma war die Lucifer-Film Co GmbH Berlin. Die künstlerische Oberleitung (Produktion) unterlag Friedrich Degener. Die ursprüngliche Länge betrug 1359 Meter und fünf Akte in ca. 66 Minuten.
Die Uraufführung fand im November 1919 statt.

## Zensur
Die Polizei Berlin erließ (vermutlich 1919) ein Jugendverbot (Nr. 43404), die Polizei München verbot ihn komplett (Nr. 36630, 36631, 36632, 36633).
Am 10. Juni 1921 wurde der Film erneut begutachtet, diesmal in einer Fassung von einem Vorspiel und vier Akten. (Vorspiel: 154 Meter; I. Akt: 214 Meter; II. Akt: 230 Meter; III. Akt: 248 Meter, IV. Akt: 308 Meter), also insgesamt 1.334 Meter. Die Film-Prüfstelle Berlin verbot ihn gänzlich (Nr. 2581).
Auf die sofortige Beschwerde wurde der Film am 21. Juni 1921 erneut begutachtet, dabei wurde das Verbot aufgehoben, man verhängte allerdings ein Jugendverbot (Nr. B 78.21 und Nr. 2581).
Carl Bulcke als Vorsitzender der Filmoberprüfstelle urteilte: 
„Die Vorentscheidung hat diesen Bildstreifen verboten aus drei Gründen:
Es müsse religiös empfindende Menschen verletzten, dass ein Pfarrer den Fallstricken einer schönen Frau erliegen könne und die Sünde als etwas Menschliches und Verzeihliches entschuldige.
Es müsse zweitens das gleiche Gefühl verletzt sein, dadurch, dass Gott selber in menschlicher Gestalt in diesem Bildstreifen auftrete.
Der Bildstreifen sei drittens geeignet, entsittlichend zu wirken, weil sein Inhalt die schrankenlose geschlechtliche Ungebundenheit preise und der Weltanschauung huldige, dass lediglich das Böse die Welt regiere.
Die Beschwerdeführer haben ihre Beschwerde damit begründet, dass in Kunst und Wirklichkeit nur allzu oft dem Geschehnis zu begegnen sei, dass ein hochgestellter Mensch und warum nicht auch ein Pfarrer der Liebe zu einer Frau erliege. Die Gestalt des Herrgotts sei oft genug in Kirchen in einer noch naiveren Form dargestellt zu finden, als die hier in dem Bildstreifen dargestellt sei und es habe bisher eine solche Darstellung niemals Anstoß erregt. Die Weltanschauung drittens, dass auf der Welt das Böse regiere, sei in vorliegendem Falle nicht nur in eine märchenhafte Form gekleidet, sondern auch durch künstlerische Wirkungen derart veredelt, dass eine entsittlichende Wirkung nicht erkennbar sei.
Die Kammer hat dieser Beschwerde den Erfolg nicht versagt. Der Inhalt des Bildstreifens behandelt ein Thema, wie es in der Form von Sagen und Märchen durch die skandinavische Literatur insbesondere in den grossen Dichtungen der Selma Lagerlöff (sic!) und Björnsterne Björnson in allen Kulturländern verbreitet ist. Es ist namentlich auf die Novellen und Legenden der Selma Lagerlöff hinzuweisen, in denen der Teufel, die Figur Gottes, der Jungfrau Maria und Christus handeln in Menschenbegebenheiten eingreifen.
Die vorliegend Arbeit, das Werk des bekannten schwedischen Schriftstellers Adolf Paul, ist Ausdruck der gleichen Gefühlswelt, die menschliche Leidenschaft, Geschlechtsliebe, die Macht der Sünde in durchaus realistischer Darstellung mit übersinnlichen Ereignissen umkleidet und die Fabel der Handlung mit dem Gewande des Märchens oder der Sage umgibt. Diese Wirkung des Märchenhaften und des Sagenhaften ist im vorliegenden Falle beabsichtigt und erreicht. 
Der Zuschauer sieht, dass es die leibhaftige Figur des Teufels ist, der eine schöne Bauernfrau verführt, der einen einfachen und schlichten Dorfpfarrer in einer Leidenschaft verstrickt, der eine ganze Gemeinde zum Irrglauben hinführt. Diese Wirkung ist im übrigen in durchaus künstlerischen Form gegeben und die pessimistische Weltanschauung, das im Leben über das Gute letzten Endes immer das Böse triumphiert, ist ehrlicher und vornehmer Ausdruck eines dichterischen Gewissens. 
Die Kammer war danach der Ansicht, dass eine entsittlichende Wirkung in der Gesamtheit der Darstellung nicht erkannt werden könne, weil die Figur Gottes in menschlicher Gestalt handelnd dargestellt sei.
Es trifft nicht zu, wie die erste Entscheidung ausführt, dass es der christlich religiösen Auffassung widerspricht, von dem Begriff der mit menschlichen Sinnen nicht erfassbaren Gottheit ein menschliches Antlitz zu geben, es ist vielmehr häufiger Vorwurf der bildenden Kunst durch vergangene Jahrhunderte bis auf die neue Zeit die Gestalt Gottes thronend über Wolken, die Gestalt Gottes in der Umgebung des heiligen Geistes und Christus darzustellen. Eine solche Darstellung im Bildstreifen kann danach ebenso wenig ein religiöses Empfinden verletzen, wie es solche Darstellungen der bildenden Kunst bisher nicht getan hat. Dies umsoweniger, als die kurzen Bilder des Bildstreifens, in denen die Gestalt Gottes gezeigt wird, einen ehrwürdigen alten Mann darstellen, der als Bettler über die Welt geht, wie das aus Kindermärchen dem Zuschauer vertraut ist.
Gemäß § 1 des Lichtspielgesetzes darf die Zulassung eines Bildstreifens wegen einer Weltanschauungstendenz als solcher nicht versagt werden. Die Weltanschauungstendenz des vorliegenden Bildstreifens, der pessimistischen Ansicht von der Macht der Sünde, konnte deshalb durch ein Verbot des Bildstreifens nicht begegnet werden. Diese Weltanschauung ist freilich in leidenschaftlicher Form und gelegentlich realistischer Darstellung gezeigt, doch darf nicht vergessen werden, dass nach Inhalt des Bildstreifens die geschilderten Geschehnisse die Träume eines einfachen Mannes sind und dass nach dem Aufbau der Handlung der Zuschauer von Beginn an die Lösung der Fabel in Friede und Wohlgefallen erkenne muss.“ 
Dennoch erschien die Darstellkunst der „Agnes Straub als strohblonde Verführerin“ und einer gewissen „schwülen Erotik“ der Zensur unpassend, so dass auf ein Jugendverbot entschieden wurde.